# Гранаткин, Валентин Александрович
Валентин Александрович Гранаткин (3 (16) июля 1908, село Рыболово, Бронницкий уезд, Московская губерния, Российская империя — 2 ноября 1979, Москва) — советский футболист, хоккеист (с мячом и шайбой) и спортивный чиновник.

## Биография

### Карьера футболиста
Валентин Гранаткин играл на позиции вратаря за различные футбольные клубы: «Метрополитен», «Красный луч» (команда Московской городской электростанции), «Рабочий клуб имени Астахова», «Электрозавод», «Локомотив». Провёл один неофициальный матч за сборную СССР.
Участник поездок сборной СССР в Норвегию и Швецию (1930), Турцию (1932), матча «Локомотива» со сборной Басконии (1937).

### Хоккей
Играл в хоккей с мячом за сборную СССР (1928), а также в хоккей с шайбой (за клуб «Спартак» (1946—1947)). Участник матча Сборная Москвы — Германский рабочий спортивный союз (1932).

### Спортивный чиновник
- окончил Высшую партийную школу.
- инструктор отдела пропаганды ЦК КПСС (1943—1949)
- председатель Спорткомитета Московской области (1949—1955)
- заместитель председателя Спорткомитета РСФСР (1955—1959)
- председатель секции футбола Спорткомитета СССР (1951—1959)
- и. о. председателя Федерации футбола СССР (06.1968 — 7.08.1968)
- председатель Федерации футбола СССР (1959—1964, 7.08.1968—1972)
- начальник Управления футбола Спорткомитета СССР (1969—1971)
- вице-президент ФИФА (08.1947—1950)
- первый вице-президент ФИФА (1955—1979)
- председатель любительского комитета ФИФА (1968—1979)
- член НОК СССР (1959—1979)

В бытность вице-президентом ФИФА Гранаткину удалось добиться вручения памятных медалей Чемпионата Мира — 1966 футболистам сборной СССР, занявшим на нём 4 место. Это породило широко распространённую в спортивных и околоспортивных кругах легенду о награждении их бронзовыми медалями за 4 место.

## Достижения

### В качестве футболиста
- Чемпион СССР (среди городов): 1932 (3 матча).
- Обладатель Кубка ВЦСПС: 1935.
- Обладатель Кубка СССР: 1936
- Чемпион Москвы: 1933 (о).
- Заслуженный мастер спорта СССР: 1943.
- Единственный игрок в отечественном спорте, который защищал ворота сборной СССР в футболе и хоккее с мячом.[2].

### В качестве хоккеиста (с мячом)
- Чемпион СССР: 1933. 3-й призёр — 1935.
- Финалист Кубка СССР 1938.
- Включён в список 22 лучших игроков сезона — 1936.

### В качестве хоккеиста (с шайбой)
- Бронзовый призёр Чемпионата СССР: 1946—1947.

### В качестве чиновника
- заслуженный работник культуры РСФСР: 1968
- Награждён орденом Трудового Красного Знамени (27.04.1957) — «за успехи, достигнутые в деле развития массового физкультурного движения в стране, повышения мастерства советских спортсменов, и успешное выступление на международных соревнованиях», орденом «Знак Почёта» (1975), а также медалями.

## Книги
- «Игра вратаря» (М., 1951 — совместно с Е. В. Фокиным).
- «Футбол».
- «Международная встреча советских футболистов» (М., 1959).

## Память
Валентин Гранаткин похоронен на Кунцевском кладбище (10 уч.).

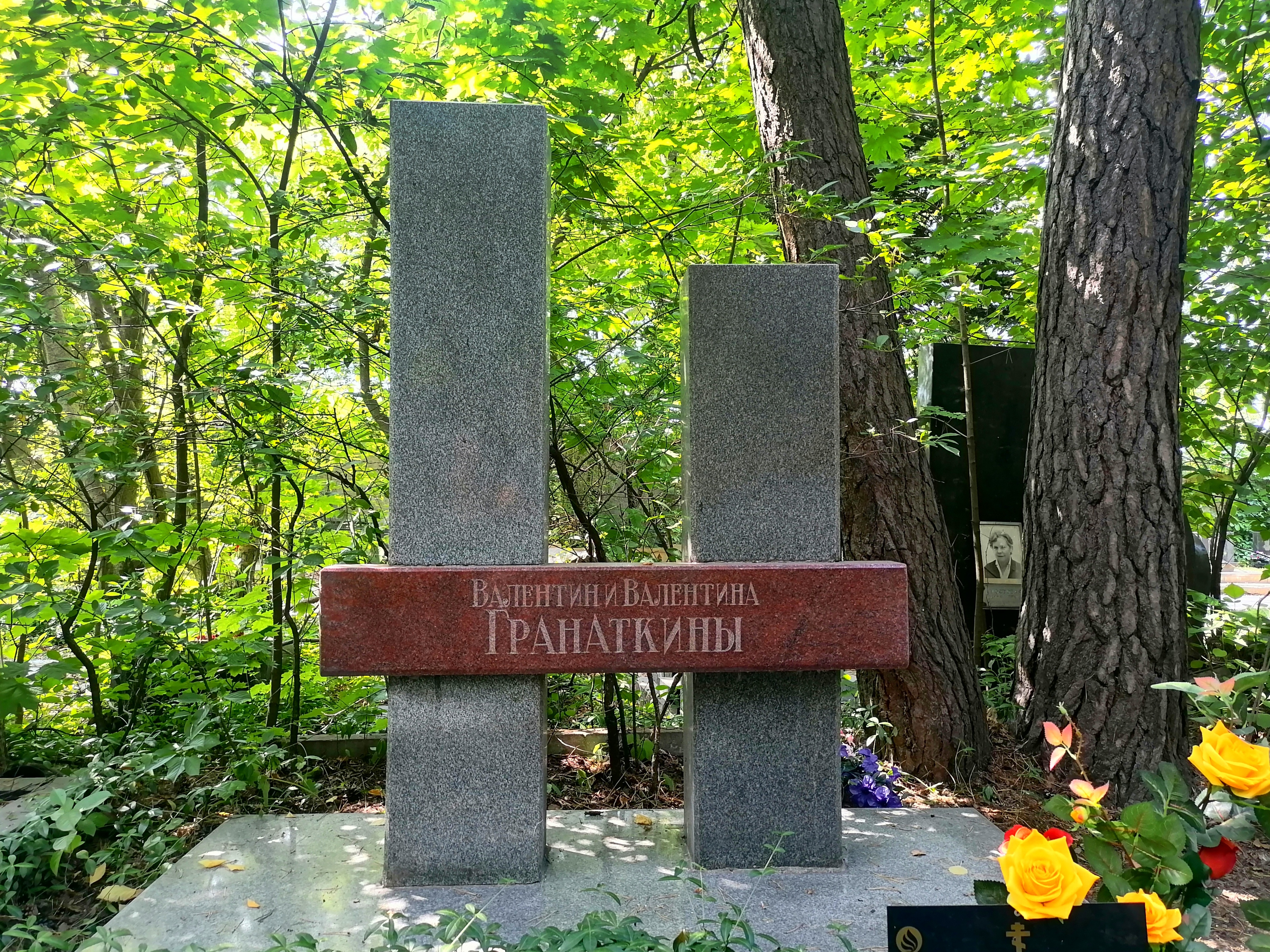
Могила на Кунцевском кладбище

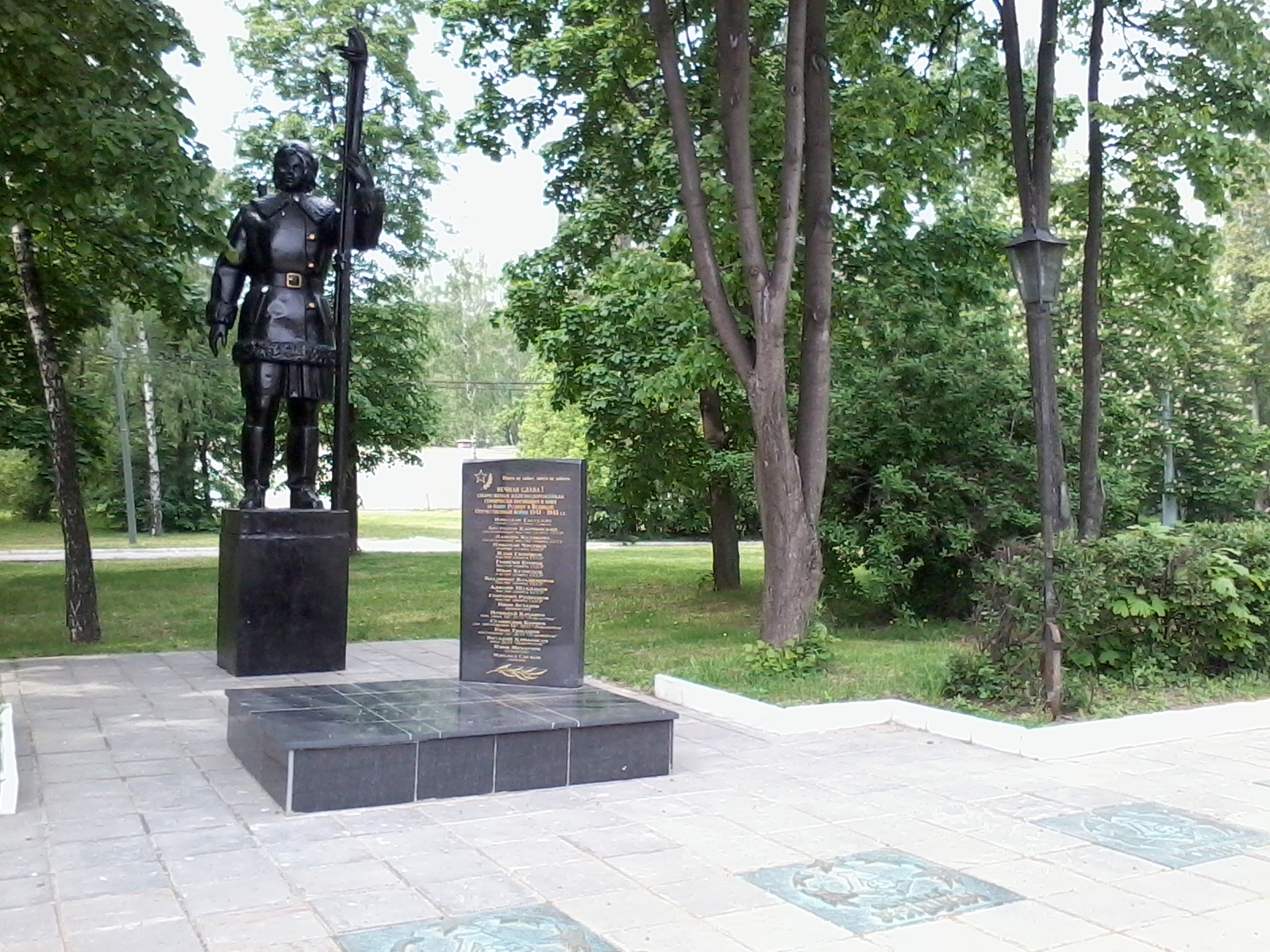
Аллея Славы

С 1981 года по инициативе президента ФИФА Жоао Авеланжа проводится «Мемориал Гранаткина» (Международный турнир юношеских команд по футболу памяти первого вице-президента ФИФА В. А. Гранаткина). В 2008 году был сыгран XX розыгрыш турнира, который совпал со столетием со дня рождения Валентина Гранаткина.
3 августа 2008 на Аллее славы стадиона «Локомотив» состоялось открытие звезды Валентина Гранаткина.

## Семья
Старшая сестра Татьяна Толмачёва — фигуристка, тренер, заслуженный мастер спорта СССР.
Дочь Марина Гранаткина (в замужестве Гришина) — фигуристка, доктор педагогических наук, мастер спорта СССР.